# Присальское сельское поселение
Присальское сельское поселение — муниципальное образование в Дубовском районе Ростовской области.
Административный центр поселения — хутор Присальский.

## Состав сельского поселения
| № | Населённый пункт | Тип населённого пункта        | Население |
| - | ---------------- | ----------------------------- | --------- |
| 1 | Дальний          | хутор                         | ↘113      |
| 2 | Куропатин        | хутор                         | ↗70       |
| 3 | Присальский      | хутор, административный центр | ↘595      |
| 4 | Пятилетка        | хутор                         | ↘81       |

## Население
| 2010 | 2012 | 2013 | 2014 | 2015 | 2016 | 2017 |
| ---- | ---- | ---- | ---- | ---- | ---- | ---- |
| 859  | ↘843 | ↘828 | ↘825 | ↘824 | ↗834 | ↘826 |
| 2018 | 2019 | 2020 | 2021 |      |      |      |
| →826 | ↘810 | ↗814 | ↗817 |      |      |      |